# Rudolf Bester
Rudolf Bester (auch Rudolph; * 19. Juli 1983 in Walvis Bay, Südwestafrika) ist ein ehemaliger namibischer Fußballspieler.

## Karriere
Der Stürmer begann seine Karriere 2003 beim LHU Blue Waters FC. Mit diesem Verein wurde er 2004 namibischer Meister. 2006 schloss er sich den Eleven Arrows an, bei denen er bis Anfang 2008 unter Vertrag stand. Im Februar 2008 ging er nach Europa zum serbischen Klub FK Čukarički, für den er in 23 Spielen zwei Tore erzielte, ehe er 2009 zu den Eleven Arrows zurückkehrte. Noch im selben Jahr wechselte er zum südafrikanischen Verein Maritzburg United, den er zur Saison 2010/11 Richtung Namibia zu den Orlando Pirates verließ. Zur Saison 2014/15 wechselte Bester erneut in die südafrikanische Premier Soccer League zu den Free State Stars. Er beendete seine Karriere 2018 bei den Eleven Arrows in seinem Heimatland.
Im Rahmen der Qualifikationsspiele zur WM 2010 kam er fünfmal für sein Land zum Einsatz. Sein letzter Treffer gelang ihm dabei am 3. März 2010 im Auswärtsspiel gegen Südafrika.

## Erfolge
2000 und 2004 wurde Bester mit dem LHU Blue Waters FC namibischer Fußballmeister. Er war Nationalspieler und stand unter anderem im Aufgebot der namibischen Fußballnationalmannschaft für die Afrikameisterschaft 2008 in Ghana.
2007 wurde Bester zum Fußballer des Jahres in Namibia gewählt.
In der Saison 2009/10 der südafrikanischen Premier Soccer League gewann Bester den „Goal of the Season Award“ (vergleichbar mit Tor des Jahres).
Bester war mit 13 Toren bis zum 24. März 2023 ewiger Rekordtorschütze der Nationalmannschaft.